# Banco Palmas
Banco Palmas es un banco comunitario de desarrollo, fundado en 1998 en el Conjunto Palmeiras, un barrio de 32.000 habitantes localizado en los suburbios de Fortaleza – Ceará, Brasil, operando bajo los principios de ‘Economía Solidaria’. Es el primer banco comunitario de desarrollo en ser creado. Actualmente existe 67 estructuras de bancos comunitarios similares (también conocidos como bancos comunitarios de desarrollo) en todo Brasil, conformando una red, de la cual es perteneciente.
Su administración es única en su tipo, pues es gestionado por el Instituto Palmas y no por la comunidad como tal. Su objetivo es asegurar microcréditos para el consumo y producción local con bajas tasas de interés y no requerimientos para el registro, prueba de ingresos o codeudor (los vecinos aseguran la confianza del prestante). Adicionalmente, proveen acceso a servicios bancarios a residentes de comunidades más pobres que generalmente no tienen otra manera para tener acceso a bancos tradicionales, basados en la falta de historia crediticia o garantía financiera y/o la distancia física del banco como tal.

## Historia

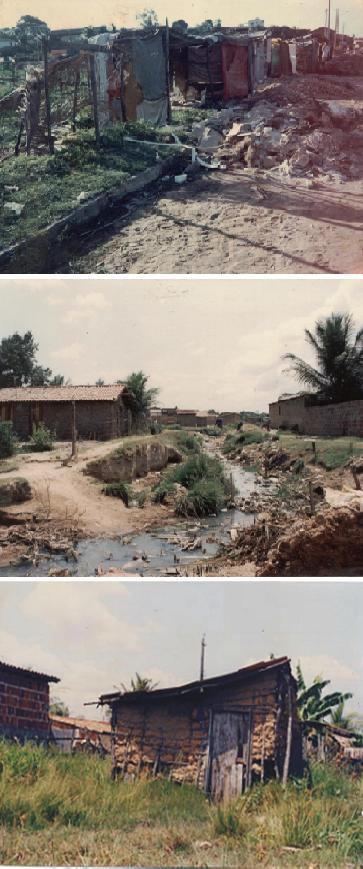
Imágenes del Conjunto Palmeira en los años '70s

La creación del Banco Palmas se remonta hacia el año 1989. Dado a las iniciativas de reestructuración social alrededor de Fortaleza, propiciado por el gobierno municipal, comunidades de pescadores y otros habitantes fueron desarraigados y forzados a desplazarse hacia el interior de la ciudad. El espacio otorgado, que debía ocuparse lo más pronto posible, conocido actualmente como Conjunto Palmeiras, estaba desprovisto de una estructura básica como agua, vías de transporte, electricidad, dejando entonces al vecindario vulnerable a inundaciones y otros problemas de estabilidad económica y natural. Adicionalmente, el hecho de la mudanza dejó a la comunidad de pescadores sin una fuente ingreso estable. Dado a eso, en 1981, los residentes se reunieron para mejorar la comunidad y de este modo, se crea la Asociación de Moradores del Conjunto Palmeiras (ASMOCONP). 
ASMOCONP se encargó entonces de la urbanización del barrio, creando toda la infraestructura (canales de drenaje, pavimentación de las calles, plazas, viveros y otro tipo de servicios). No obstante, en 1997, aunque el barrio ya se encontraba urbanizado, no contaba aun con formas para poder costear los nuevos servicios creados, obteniendo nuevas deudas y propiciando un exilio de algunos moradores del barrio a otras favelas.
Para lidiar con ese problema, ASMOCONP decidió enfocarse en el desarrollo económico de la comunidad, inaugurando el Banco Palmas el 20 de enero de 1998, como una estrategia para enfrentar el desempleo, creando trabajo local y oportunidades de ingreso para los residentes, siendo entonces el primer banco comunitario de desarrollo en Brasil. De esta forma, el Banco Palmas surge como una necesidad de organizar los consumidores del barrio y direccionar el consumo y la producción local. Su inicio tuvo un fondo inicial de R$ 2.000 conseguidos por una ONG de la ciudad. La distribución de este primer fondo fue destinado una parte para la creación de un tipo de tarjeta de crédito llamada ‘Palmacard’ para estimular el consumo local y préstamos para productores y comerciantes locales.
Con el tiempo, el banco generó otras formas y ejercicios para propiciar el desarrollo de la economía del barrio, tales como la tienda solidaria, ferias de comercio y un grupo de intercambio y troque, con moneda propia. El resultado de este último fue la creación para el año 2000 la moneda social palmas, del Banco Palmas, la cual circula en el mercado local aún. 
En 2003, fue realizado un proyecto de importancia en el banco, el Plan Local de Inversión Estratégica (PLIES). Con ese documento, se definió una serie de acciones prioritarias que son utilizadas como herramienta de decisión en la construcción de acciones del Banco. Para ese mismo año, la metodología de finanzas solidarias de los Bancos Comunitarios de Desarrollo estaba siendo discutido en diversas municipalidades como un instrumento efectivo para la generación de ingresos para los pobres. En marzo de 2003, ASMOCONP estableció el Instituto Palmas de Desenvolvimento e Socioeconomia Solidária (conocido como Instituto Palmas) una organización de sociedad civil, sin ánimo de lucro creado de la experiencia con ASMOCONP. Un año después, en septiembre de 2004, el segundo Banco Comunitario de Desarrollo abrió bajo el nombre de Banco Par, en la municipalidad de Paracuru, Ceará, a 70 kilómetros de Fortaleza. La experiencia fue homologándose logrando que en 2006 hubiera aproximadamente 7 bancos comunitarios además del Banco Palmas.
Para el año 2006, el Banco do Brasil se convirtió en aliado del Instituto Palmas como avalista de las líneas de crédito del Banco Palmas, mediante un acuerdo con la secretaria nacional de economía solidaria (Secretaria Nacional de Economia Solidária do MTE). El acuerdo permitió no solamente el Banco Palmas, sino a los otros bancos comunitarios a tener acceso a crédito y actual como correspondientes bancarios de Banco do Brasil. A finales de 2006, se crea formalmente la Red Brasilera de Bancos Comunitarios de Desarrollo.
Para 2011, se obtuvo una alianza con Caixa Econômica Federal (para ser correspondiente bancario y avalista de líneas de crédito) y BNDES (soporte de desarrollo institucional) siendo de gran ayuda también para el banco y la red a la cual pertenece actualmente
El Conjunto Palmeiras obtuvo su título de barrio en el año 2007

## Carácter diferenciador del Banco Palmas y su modelo
El Banco Palmas, sus acciones, sus logros y su historia proviene de una discusión básica en la que se cuestionaba el origen de su pobreza, llegando a la conclusión que no existe un territorio de naturaleza pobre económicamente (sea un vecindario, región o municipalidad). Los territorios se convierten pobres después de repetidamente perder sus propios ahorros. A pesar del nivel de pobreza, siempre es capaz de alcanzar desarrollo económico. Ese desarrollo debe ser autónomo, por el contrario, no será sostenible.
La idea principal con la creación del Banco Palmas es entonces, la reorganización de la economía del barrio, creando una red local de productores y consumidores, estimulando a las personas a producir y consumir en su propia comunidad, creando un “circuito financiero” generador de desarrollo local. De esta forma sus productos y actividades están basados en la sinergia del consumidor y el productor, con un fuerte control social.

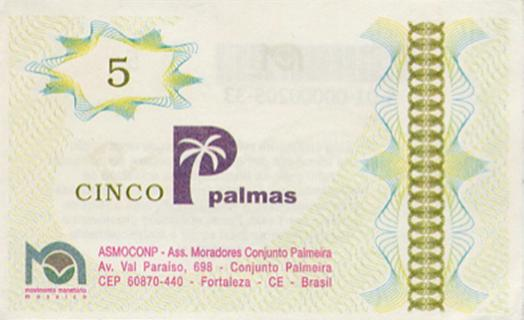
5 Palmas (Equivalente a 5 Reais). Moneda Social Palmas

## Moneda Social Palmas
Formalmente conocida como “moneda social local circulante’ o informalmente como “moneda local” o “moneda social”, es una moneda complementaria al Real (Moneda de Brasil – R$), la cual es respaldada por un fondo administrado por el Banco Palmas. Su valor (1 Palmas) equivale a una cantidad (1 Real) en el Real.
Fue creada como consecuencia a los programas complementarios de la otorgación de créditos en la comunidad, tales como la tarjeta de crédito ‘Palmacard’ y los clubes de troque, creados con moneda propia. Tiene como fin de hacer que el “dinero” circule, de esa manera se expande el poder del comercio local, incrementando el capital circulante en la comunidad y generando empleo e ingreso.